# کورفو
کورفو (به یونانی: Κέρκυρα) یا کرکیرا (Kérkyra) نام جزیره‌ای در استان جزایر ایونی یونان است که از جمله جزایر کوچک اقماری آن، حاشیه مرز شمال غربی یونان را تشکیل می‌دهد. مساحت این جزیره ۱۶۳٫۴۴ کیلومتر مربع است و جمعیت ساکنان آن در سال ۲۰۲۱ بالغ بر 99,847 نفر بوده‌است. این جزیره بخشی از واحد منطقه ای کورفو است و توسط سه شهرداری با جزایر Othonoi, Ereikoussa و Mathraki اداره می‌شود. مهم‌ترین شهر این جزیره، شهر کورفو (با جمعیت ۳۲۰۹۵) می‌باشد. دانشگاه یونیان در کورفو قرار دارد.
در سال ۲۰۰۷، شهر قدیمی کورفو به دنبال توصیه ایکوموس به فهرست میراث جهانی یونسکو اضافه شد. اجلاس اتحادیه اروپا در سال ۱۹۹۴ در کورفو برگزار شد. این جزیره یک مقصد گردشگری محبوب است.

## تاریخ
منافع اقتصادی، تجارت محلی و جزیره‌ای بودن پایگاه دریایی آن موجب می‌شد کورفو در طول تاریخ به صورت پی‌درپی بین قدرت‌های دریایی از جمله امپراتوری بریتانیا که به دنبال باز کردن راه خود شرق بودند، دست به دست شود.

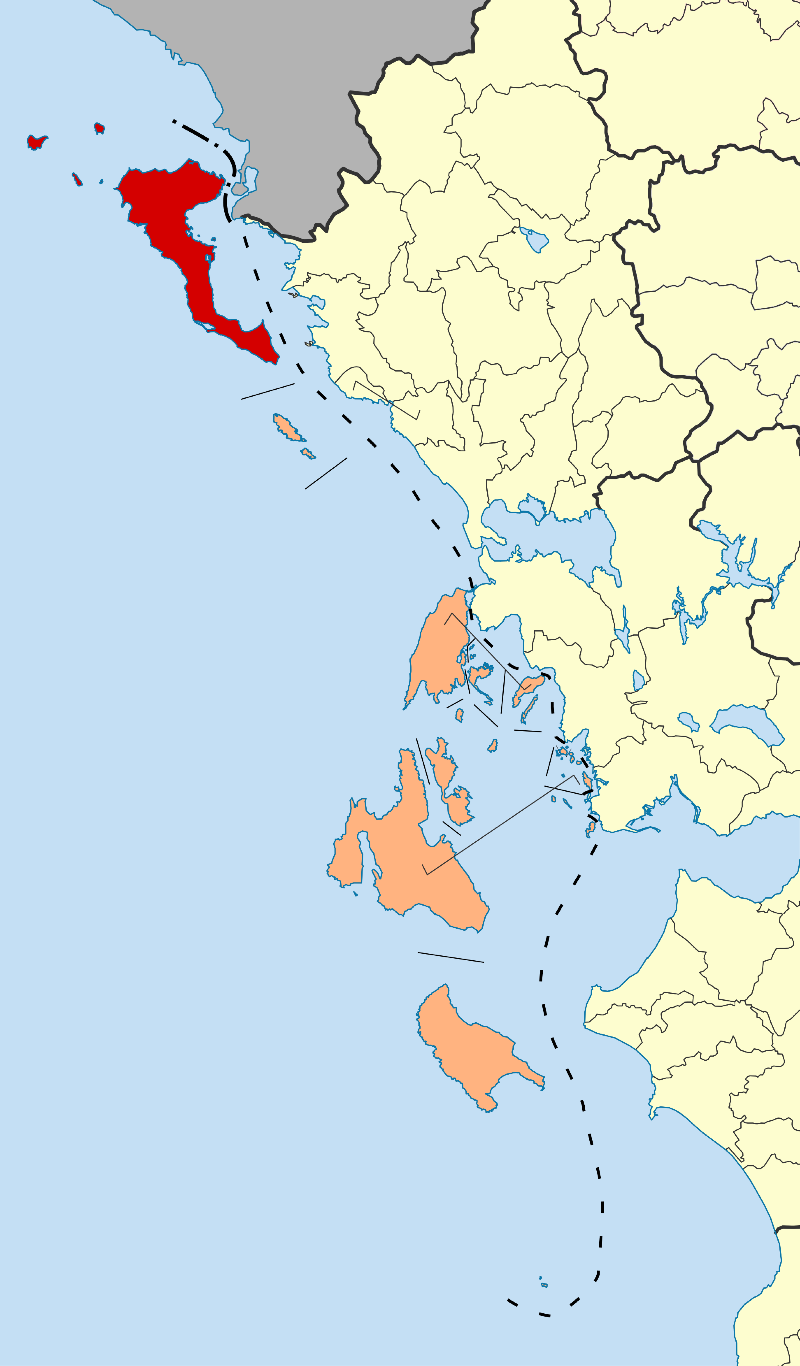